# 西蒙·亨肖
西蒙·亨肖（英語：Simon Henshaw，1960年10月7日—2020年6月9日），美国外交官，驻几内亚大使。会说英语、法语、西班牙语，基础俄语和基础葡萄牙语。

## 早年
1960年生于英格兰，1965年移居美国，1967年定居马萨诸塞州哈佛市。1978年毕业于布罗姆菲尔德学校。1982年毕业于马萨诸塞大学阿默斯特分校，获文学士学位。之后，他在《哈佛邮报》工作，同时准备全国外事服务考试。他还拥有國家戰爭學院理學碩士学位。

## 职业生涯

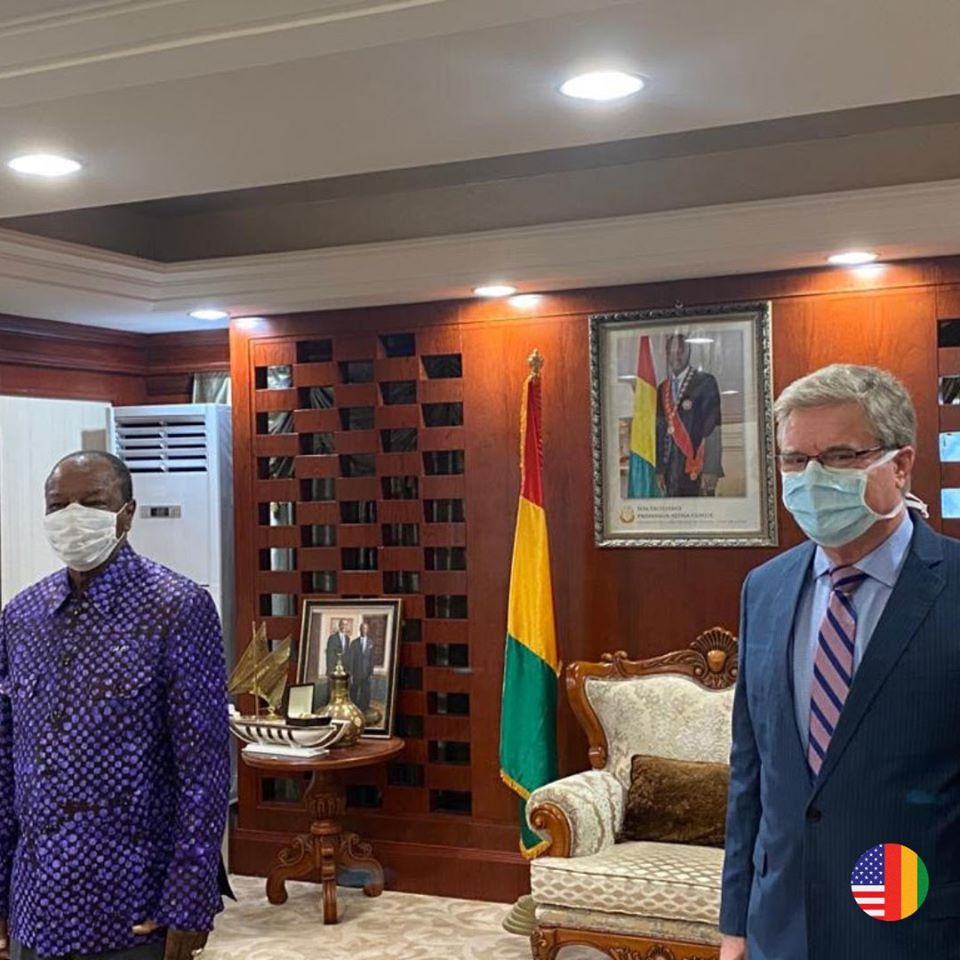
2020年4月，西蒙·亨肖与几内亚总统阿尔法·孔戴会见，讨论2019冠状病毒病几内亚疫情等事务

24岁时，西蒙·亨肖通过考试，进入美国国务院工作，开始了外交职业生涯。2008年至2011年，担任美国驻洪都拉斯大使馆副館长。2011年至2013年，担任美国国务院安第斯事务办公室主任。2013年至2018年，他在美国国务院人口、难民和移民事务局工作，2017年开始担任该局代理助理国务卿。2017年11月访问缅甸和孟加拉国。
2018年8月10日，美国总统唐納·川普宣布提名亨肖为下一任美国驻几内亚大使。8月16日提交给美国参议院审议。9月26日，出席美国参议院外交委员会的审议。2019年1月2日，他的提名通过参议院的口头表决通过。2019年3月4日，西蒙·亨肖向几内亚总统阿尔法·孔戴递交国书。
2020年6月9日因心脏病发作逝世。